# 陌
陌（はく）とは、中国の晋から南北朝時代（魏晋南北朝時代）にかけて使われた通貨単位である。銭貨100枚を1陌とした。

## 歴史
古代より中国では、銭貨の携帯に便利なように銭さし（銭繦/銭貫）に100枚もしくは1000枚を通して1つのまとまりとして用いる例があった。100枚でまとめられていた古い例としては、前漢の賈誼上奏文（『漢書』食貨志）に見られる。「陌」の使用例としては、『太平御覧』に所収されている東晋の劉超の文章に「臣に正陌三万銭・五疋の布有り」という言葉が見られる（巻828 資産部 売買「劉超譲表」）。また、同時代に葛洪によって書かれた『抱朴子』には「人の長銭を取り、人に短陌を還す」の言葉があり（内篇6 微旨）、この時期に既に正陌（銭100枚による正規の陌）と短陌の慣行があったことが知られる。また、梁では銭100枚の重さを1斤2両（432銖）と定めている（『泉志』巻2）。南朝では銭貨100枚をもって「陌」という単位とし、同時にこれを銭さしに通して用いたことから「貫」とも称した。
ところが、北朝では「陌」は広く用いられず、「貫」も銭さしに通した銭1000枚を指していた。やがて、北朝系の隋が中国を統一すると、南朝系の単位である銭100枚＝1陌＝1貫の慣例は行われなくなり、1貫＝1000枚に統一された。だが、その後も「短陌」の習慣に見られるように、銭貨100枚を指す言葉として「陌」という言葉が使われ続けた。